# Anuraphis farfarae
Anuraphis farfarae är en insektsart som först beskrevs av Koch 1854.  Anuraphis farfarae ingår i släktet Anuraphis och familjen långrörsbladlöss. Arten är reproducerande i Sverige.

## Underarter
Arten delas in i följande underarter:
- A. f. farfarae
- A. f. dianae